# Acefalia (biologia)
Acefalia, bezgłowość – brak wyodrębnionej głowy lub odcinka głowowego.
Występuje u niektórych bezkręgowców, takich jak: gąbki (całkowicie pozbawione głowy), parzydełkowce, żebropławy, płazińce, nicienie (mają zaledwie zwoje głowowe) czy brzuchorzęski (mające lekko wyodrębnioną głowę), oraz u strunowców, takich jak: osłonice i bezszczękowce.